# Nassinia pandia
Nassinia pandia là một loài bướm đêm trong họ Geometridae.